# 지치부군

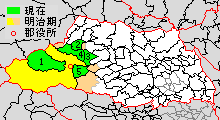
사이타마현 지치부군의 범위. (1.오가노정 2.나가토로정 3.히가시치치부촌 4.미나노정 5.요코제정 연노랑:후에 다른 군으로 편입된 지역)

지치부군(일본어: 秩父郡, ちちぶぐん)은 일본 사이타마현 서부에 있는 군이다.
인구 34,355명, 면적 351.85km², 인구밀도 97.6명/km².(2025년 3월 1일, 추계인구)
이하 4정 1촌으로 구성된다.
- 나가토로정(長瀞町)
- 미나노정(皆野町)
- 오가노정(小鹿野町)
- 요코제정(横瀬町)
- 히가시치치부촌(東秩父村)

## 군역
위 5 정촌 이외에 현재의 행정 구역으로 대체로 다음 구역에 해당한다.
- 지치부시(전역)
- 한노시(일부)
- 히키군 도키가와정(일부)
- 오사토군 요리이정(일부)
- 고다마군 가미카와정(일부)

## 역사
고대에는 양질의 말산지이자 동산지로 그것을 재정적인 기반으로 해 구니조나 지치부 씨를 배출하였다. 영제국의 제정 이전에는 지치부국으로서 독립해있던 시기도 있었다.
708년에 무사시국 지치부군이 나라시대의 연호를 헌상, 연호를 와도로 고쳤다.

### 정촌제 이후의 연혁

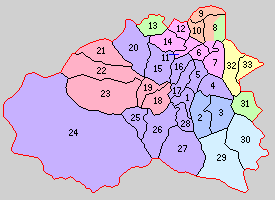
1.오미야정 2.요코제촌 3.아시가쿠보촌 4.다카시노촌 5.하라야촌 6.미나노촌 7.미사와촌 8.시라토리촌 9.히구치촌 10.노가미촌 11.구니카미촌 12.가네자와촌 13.야노촌 14.히노자와촌 15.시모요시다촌 16.오타촌 17.오다마키촌 18.나가와카촌 19.오가노정 20.가미요시다촌 21.구라오촌 22.미타가와촌 23.료카미촌 24.오타키촌 25.시라카와촌 26.나카가와촌 27.우라야마촌 28.가게모리촌 29.나구리촌 30.아가노촌 31.오쿠누기촌 32.쓰키가와촌 33.오카와라촌 (보라:지치부시 파랑:요코제정 빨강:오가노정 분홍:미나노정 하늘색:한노시 녹색8:오사토군 요리이정 녹색13:고다마군 가미카와정 녹색31:히키군 도키가와정)

- 1889년 4월 1일 - 정촌제 시행으로, 아래의 정촌이 발족.(2정 31촌)
  - 오미야정(大宮町): 현 지치부시
  - 요코제촌(横瀬村): 현 요코제정
  - 아시가쿠보촌(芦ヶ久保村): 현 요코제정
  - 다카시노촌(高篠村): 현 지치부시
  - 하라야촌(原谷村): 현 지치부시
  - 미나노촌(皆野村): 현 미나노정
  - 미사와촌(三沢村): 현 미나노정
  - 시라토리촌(白鳥村): 현 미나노정, 나가토로정, 오사토군 요리이정
  - 히구치촌(樋口村): 현 나가토로정
  - 노가미촌(野上村):현 나가토로정
  - 구니카미촌(国神村): 현 미나노정
  - 가네자와촌(金沢村): 현 미나노정
  - 야노촌(矢納村): 현 고다마군 가미카와정
  - 히노자와촌(日野沢村): 현 미나노정
  - 시모요시다촌(下吉田村): 현 지치부시
  - 오타촌(大田村): 현 지치부시
  - 오다마키촌(尾田蒔村): 현 지치부시
  - 나가와카촌(長若村): 현 오가노정
  - 오가노정(小鹿野町): 현 오가노정
  - 가미요시다촌(上吉田村): 현 지치부시
  - 구라오촌(倉尾村): 현 오가노정
  - 미타가와촌(三田川村): 현 오가노정
  - 료카미촌(両神村): 현 오가노정
  - 오타키촌(大滝村): 현 지치부시
  - 시라카와촌(白川村): 현 지치부시
  - 나카가와촌(中川村): 현 지치부시
  - 우라야마촌(浦山村): 현 지치부시
  - 가게모리촌(影森村): 현 지치부시
  - 나구리촌(名栗村): 현 한노시
  - 아가노촌(吾野村): 현 한노시
  - 오쿠누기촌(大椚村): 현 히키군 도키가와정
  - 쓰키가와촌(槻川村): 현 히가시치치부촌
  - 오카와라촌(大河原村): 현 히가시치치부촌
- 1893년 1월 18일 - 나카가와촌의 일부가 분리되어 구나촌(久那村)이 발족.(2정 32촌)
- 1916년 1월 1일 - 오미야정이 지치부정(秩父町)으로 개칭.
- 1921년 7월 1일 - 아가노촌·나구리촌의 소속이 이루마군으로 변경되어, 군에서 이탈.(2정 30촌)
- 1928년
  - 11월 1일 - 미나노촌이 정제 시행으로 미나노정(皆野町)이 됨.(3정 29촌)
  - 11월 10일 - 시모요시다촌이 정제 시행과 개칭으로 요시다정(吉田町)이 됨.(4정 28촌)
- 1940년 2월 15일 - 노가미촌이 정제 시행으로 노가미정(野上町)이 됨.(5정 27촌)
- 1943년
  - 2월 11일 - 시라카와촌·나카가와촌이 합병하여 아라카와촌(荒川村)이 발족.(5정 26촌)
  - 9월 8일(5정 19촌)
    - 미나노정·미사와촌·구니카미촌·가네자와촌·히노자와촌·오타촌과 시라토리촌의 일부가 합병하여 미노정(美野町)이 발족.
    - 히구치촌 및 시라토리촌의 일부가 노가미정에 편입.
    - 시라토리촌의 잔여부가 오사토군 요리이정에 편입.
- 1946년 12월 1일 - 미노정이 분리되어 미나노정·미사와촌·구니카미촌·히노자와촌·가네자와촌·오타촌을 재설치.(5정 24촌)
- 1948년 4월 1일 - 야노촌의 소속이 고다마군으로 변경되어, 군에서 이탈.(5정 23촌)
- 1950년 4월 1일 - 지치부정이 시제 시행으로 지치부시(秩父市)가 되어, 군에서 이탈.(4정 23촌)
- 1954년
  - 5월 3일 - 하라야촌·오다마키촌이 지치부시에 편입.(4정 21촌)
  - 11월 3일 - 구나촌이 지치부시에 편입.(4정 20촌)
- 1955년
  - 2월 11일(4정 18촌)
    - 요코제촌·아시가쿠보촌이 합병하여, 새로이 요코제촌이 발족.
    - 오쿠누기촌이 히키군 다이라촌·묘카쿠촌과 합병하여 히키군 도키가와촌이 발족, 군에서 이탈.

  - 3월 1일 - 미나노정·구니카미촌·가네자와촌·히노자와촌이 합병하여, 새로이 미나노정이 발족.(4정 15촌)
  - 4월 1일 - 오가노정·나가와카촌이 합병하여, 새로이 오가노정이 발족.(4정 14촌)
- 1956년
  - 3월 31일 - 오가노정·구라오촌·미타가와촌이 합병하여, 새로이 오가노정이 발족.(4정 12촌)
  - 8월 1일(4정 10촌)
    - 요시다정·가미요시다촌이 합병하여, 새로이 요시다정이 발족.
    - 쓰키가와촌·오카와라촌이 합병하여 히가시치치부촌(東秩父村)이 발족.

  - 9월 30일 - 가게모리촌이 우라야마촌을 편입한 후에 정제 시행으로 가게모리정(影森町)이 됨.(5정 8촌)
- 1957년
  - 3월 31일 - 미사와촌이 미나노정에 편입.(5정 7촌)
  - 5월 3일 - 다카시노촌·오타촌이 지치부시에 편입.(5정 5촌)
- 1958년 5월 31일 - 가게모리정이 지치부시에 편입.(4정 5촌)
- 1972년 11월 1일 - 노가미정이 나가토로정(長瀞町)으로 개칭.
- 1984년 10월 1일 - 요코제촌이 정제 시행으로 요코제정(横瀬町)이 됨.(5정 4촌)
- 2005년
  - 4월 1일 - 요시다정·아라카와촌·오타키촌이 지치부시와 합병하여, 새로이 지치부시가 발족, 군에서 이탈.(4정 2촌)
  - 10월 1일 - 오가노정·료카미촌이 합병하여, 새로이 오가노정이 발족.(4정 1촌)